# Processeur de bande de base
Pour les articles homonymes, voir BBP.
 (novembre 2012).
Si vous disposez d'ouvrages ou d'articles de référence ou si vous connaissez des sites web de qualité traitant du thème abordé ici, merci de compléter l'article en donnant les références utiles à sa vérifiabilité et en les liant à la section « Notes et références ».

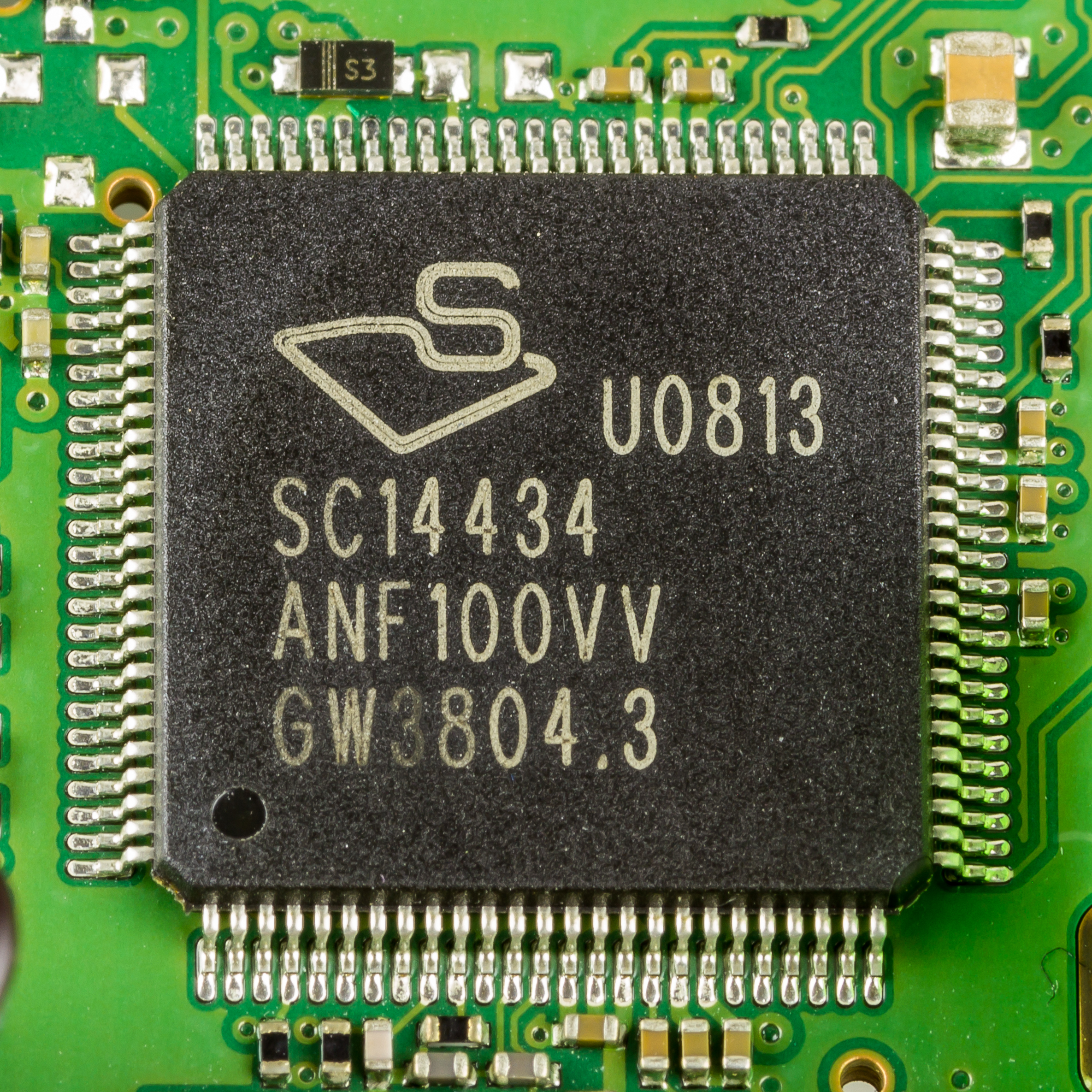
Processeur de bande de base pour DECT (Fritz!Box Fon WLAN 7270 - SiTel SC14434).

Un processeur de bande de base (en anglais : baseband processor, abrégé en BP ou BBP) est un dispositif (une puce ou un élément de puce) présent dans l'interface réseau qui gère toutes les fonctions radio (toute fonction qui nécessite une antenne plus généralement), le Wi-Fi ou le Bluetooth exclus. Le plus souvent, il utilise sa propre RAM et son propre firmware.

## Caractéristiques
Les motivations à séparer le processeur de bande de base et le processeur principal (appelé aussi processeur d'application ou AP) sont triples :
- Performance de la radio : les fonctions de contrôle de la radio (modulation du signal, encodage, décalage de fréquence etc.) sont très dépendants du temps, et requièrent un temps réel ;
- Législation : certaines autorités gouvernementales comme la Commission fédérale des communications aux États-Unis, demandent que l'ensemble des logiciels qui tournent sur un appareil muni d'une fonction cellulaire (interface avec un réseau de téléphonie mobile) doivent-être certifiés. Le fait de séparer le BP du reste de l'appareil permet de réutiliser le même système sans avoir à certifier l'équipement tout entier.
- Fiabilité de la radio : le fait de séparer le BP dans un composant externe permet d'assurer la fiabilité des fonctions radio tout en testant d'éventuels changements de systèmes d'exploitation ou d'applications.

De tels processeurs fonctionnent typiquement avec un RTOS, ou système d'exploitation temps réel, codés avec des firmwares comme : Nucleus RTOS (en) (par exemple utilisé sur l'iPhone 3G/3GS/iPad), le système d'exploitation embarqué d'ENEA AB (en), Versatile Real-Time Executive (en), ou VRTX, et ThreadX (en) (utilisé, par exemple, sur l'iPhone 4).

## Marché
Parmi les fabricants de baseband, on peut trouver : MediaTek, Broadcom, Icera (en), Intel Mobile Communications (anciennement Infineon Wireless division), Qualcomm, et ST-Ericsson.

## Sécurité
Les logiciels qui fonctionnent sur processeur de baseband sont très souvent propriétaires (au moins jusqu'en 2015). Il est donc très dur de faire des audits de sécurité indépendant dessus. En utilisant l'ingénierie inverse, des chercheurs ont trouvé des failles permettant d'accéder et modifier les données des appareils (c'est-à-dire pas uniquement celles du baseband) à distance,.
En mars 2014, le projet Replicant (un dérivé d'AOSP) découvre une faille de sécurité dans les logiciels du baseband utilisés dans certains ordinateurs Samsung Galaxy qui permettait la lecture, l'écriture et la suppression de données sur la mémoire persistante principale.

### Sources
- (en) Baseband Processor entry at openezx.org
- (en) Steve Babin, Developing software for Symbian OS: A beginner's guide to creating Symbian OS v9 smartphone applications in C++. Symbian Press, 2007, p. 80.